# میلفورد، میسوری
میلفورد (به انگلیسی: Milford) یک روستا (ایالات متحده آمریکا) در ایالات متحده آمریکا است که در شهرستان بارتون، میزوری واقع شده‌است.
 میلفورد ۰٫۱۱ کیلومتر مربع مساحت و ۲۶ نفر جمعیت دارد و ۲۸۱ متر بالاتر از سطح دریا واقع شده‌است.